# Elisawet Teltsidu
Elisawet Teltsidu (gr. Ελισαβετ Τελτσιδου; ur. 8 listopada 1995) – grecka judoczka. Dwukrotna olimpijka. Zajęła siódme miejsce w  Tokio 2020 i dziewiąte w Paryżu 2024. Walczyła w wadze średniej.
Piąta na mistrzostwach świata w 2024; uczestniczka zawodów w 2015, 2017, 2018, 2019, 2021, 2022 i 2023. Startowała w Pucharze Świata w latach 2013-2015, 2018 i 2019. Wicemistrzyni Europy w 2024 i 2025. Brązowa medalistka igrzysk śródziemnomorskich w 2022. Mistrzyni Grecji w 2019 roku. Medalistka zawodów juniorów i młodzieży.

## Letnie Igrzyska Olimpijskie 2020
| Konkurencja | Eliminacje           | Eliminacje            | Eliminacje               | Repasaże                     | Klas. końcowa |
| Konkurencja | Przeciwnik I         | Przeciwnik II         | 1/4                      | Przeciwnik I                 | Miejsce       |
| ----------- | -------------------- | --------------------- | ------------------------ | ---------------------------- | ------------- |
| 70 kg       | Sun Xiaoqian (CHN) Z | Margaux Pinot (FRA) Z | Madina Tajmazowa (RUS) P | Giovanna Scoccimarro (GER) P | 7.            |

## Letnie Igrzyska Olimpijskie 2024
| Konkurencja | Eliminacje                | Klas. końcowa |
| Konkurencja | Przeciwnik I              | Miejsce       |
| ----------- | ------------------------- | ------------- |
| 70 kg       | Gabriella Willems (BEL) P | 9.            |